# Lucio Del Vecchio
Lucio Del Vecchio (Napoli, 22 aprile 1907 – aprile 1980) è stato uno scacchista italiano.

## Carriera scacchistica
Di professione avvocato, nel 1938 vinse il torneo minore "Crespi" di Milano
Conseguì il titoli di Maestro della FSI nel 1941 al Campionato Italiano di Firenze, dove si classificò al 5º posto ex aequo.
Al Torneo di San Benedetto del Tronto del 1952 ottenne il 1º/4º posto.
Fu un ottimo giocatore per corrispondenza. Maestro dell'ASIGC, vinse per due volte consecutive (1952 e 1953) il titolo di Campione Italiano per corrispondenza e sfiorò il terzo successo nel 1954, quando fu primo ex aequo, ma il titolo venne assegnato a Ferruccio Castiglioni per spareggio tecnico. 
Ottenne anche due secondi posti: nel 1941 dietro a Mario Napolitano e nel 1955 dietro ad Angelo Giusti.